# Xanthorhoe stinata
Xanthorhoe stinata är en fjärilsart som beskrevs av Richard William Fereday 1874. Xanthorhoe stinata ingår i släktet Xanthorhoe och familjen mätare. Inga underarter finns listade i Catalogue of Life.